# السلطان سعودات

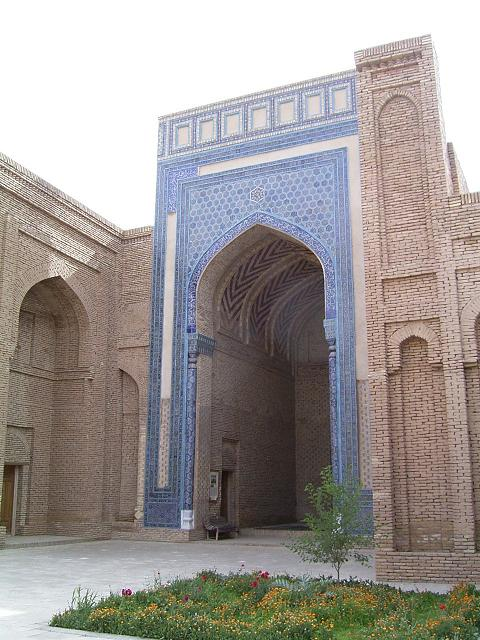

سلطان سعدت ((بالإنجليزية: Sultan Saodat)‏) ((بالأوزبكية: Sulton Saodat majmui)‏‎)هو مجمع من المباني الدينية يقع على مشارف مدينة ترمذ الحديثة في أوزبكستان. يضم مجمع الساطان سعدت، الذي تم إنشاؤه بين القرنين العاشر و السابع عشر، قبور سلالة سيد ترمذ المؤثرة. يدعى ان السادة الترميذيين ينحدرون مباشرة من سلالة النبي الإسلامي محمد صلى الله عليه و سلم. و يفترض ان مؤسس العائلة هو ترمذ سيد حسن الأمير، سليل الحسين بن علي، حفيد النبي محمد. و تذكر رواية تاريخية أخرى ان السلطان سعدت هو سلطان السادة و اصحاب ضريح السلطان سعدت في مدينة ترمذ - و السلطان سعدت هو سيد علي اكبر ترمذ، و الذي يلقب ايضا بكنيته ( ابو محمد)، و يفترض انه توفي في نهاية القرن التاسع او اوائل القرن العاشر في ترمذ.

## المباني
مجمع السلطان سعود عبارة عن سلسلة من الهياكل الدينية (الأضرحة والمساجد والخانقاه) التي بنيت حول ممر مركزي. أقدم هذه المباني هي عبارة عن ضريحين كبيرين مربعين الشكل، كل منهما يتكون من غرفة واحدة، ومقببين (يعود تاريخهما إلى القرن العاشر). يوحدهم إيوان يعود تاريخه إلى القرن الخامس عشر.
وفي النصف الثاني من القرن الخامس عشر، تم تشييد مبنيين جديدين أمام الضريحين. تم بناء صفين متوازيين في القرنين الخامس عشر والسابع عشر وتم ربطهما بالمباني الأخرى. كما تم ربط بعض الأضرحة الجديدة بشكل ثنائي مع إيوانات وسيطة، ولم تعد زخارفها موجودة. في القرنين السادس عشر والسابع عشر، تم بناء أفنية إلى الجنوب والشمال تضم أضرحة بأحجام مختلفة ومن عصور مختلفة. تم إنشاء المدخل على الجانب الغربي من الفناء. تتميز المجموعة المهيبة بأنها مجموعة من الأضرحة المتجانسة في البنية والديكور، على الرغم من أنها مبنية بأنماط مختلفة.

## روابط خارجية
- السلطان سودات: وصية السادة | قافلة

37°15′47″N 67°18′33″E / 37.2630°N 67.3092°E